# Bagnile
Bagnile (Bagnìl in romagnolo) è una frazione del comune di Cesena, in provincia di Forlì-Cesena. È la località posta più a nord del territorio comunale cesenate, a breve distanza dal confine con la provincia di Ravenna. Si trova al centro del Ferro di Cavallo, termine geografico locale con cui si indica l'insieme delle località Martorano, Ronta, S. Martino in Fiume, Bagnile, S. Giorgio, Pioppa, Calabrina, Villa Calabra.

## Geografia
La frazione è situata 11 km a nord dal centro di Cesena, in territorio pianeggiante, in prossimità del confine fra le province di Forlì-Cesena e Ravenna. Confina con San Giorgio e San Martino in Fiume (frazioni di Cesena) e con Cannuzzo e Pisignano (frazioni di Cervia, in provincia di Ravenna).

## Il toponimo
Bagnile sarebbe una derivazione di Banolile, che era il nome di un fondo confinante con la corte di S. Giorgio che si trovava nella Pieve di S. Pietro in Cerreto. Il nome Bagnile compare per la prima volta in una pittura nel monastero di S. Vitale a Ravenna.

## Storia
È plausibile che nel periodo successivo alla centuriazione romana e alla bonifica dei terreni prima paludosi e inospitali il territorio abbia cominciato lentamente a popolarsi.
Durante la guerra di Liberazione Bagnile fu teatro di numerosi fatti e crimini contro i partigiani e la popolazione civile da parte delle truppe nazifasciste. Il 29 aprile 1944 furono fucilati per rappresaglia tre giovani del posto dai miliziani fascisti della Guardia Nazionale Repubblicana. Dopo circa tre mesi, il 20 luglio, nel corso di una rappresaglia nazista contro le località di San Giorgio e Bagnile, furono impiccati agli alberi della frazione due partigiani prelevati dalle carceri di Forlì.

## Monumenti e luoghi d'interesse
- Chiesa dei Santi Filippo e Giacomo[5]

## L’apparizione della Madonna
Nel 1924 una presunta apparizione della Madonna, ripetuta per settimane, si sarebbe avuta lungo la via Veneziana nel territorio fra Pisignano-Villa Inferno di Cervia e fra Pisignano-Bagnile di Cesena a due pastorelli. Per buona parte di giugno e dei mesi estivi dunque si ebbe in quei luoghi un assembramento di migliaia di persone di giorno e di notte.